# Астаф'єв Олександр Григорович
Олекса́ндр Григо́рович Аста́ф'єв (псевдонім — Олесь Нічлава; 10 серпня 1952, мис Лазарєва Хабаровського краю Росії — 29 жовтня 2020, Київ) — український поет, критик, літературознавець, перекладач. Член Національної спілки письменників України (1992). Доктор філологічних наук (1999). Професор (1999).

## Біографія
Народився в сім'ї репресованих. Дитинство пройшло в селі Вовківці Борщівського району Тернопільської області.
1980 року закінчив Український поліграфічний інститут імені Івана Федорова у Львові та аспірантуру при Інституті літератури імені Тараса Шевченка АН України.
Працював завідувачем редакції видавництва «Каменяр» (1980—1981) у Львові, кореспондентом газети «Зірка» (1981—1982), викладачем кафедри української літератури Ніжинського педагогічного університету (1986—2001).
У 1999 р. в Інституті літератури імені Тараса Шевченка захистив докторську дисертацію «Лірика української еміграції: Еволюція стильових систем».
Працював на посаді професора Київського національного університету імені Тараса Шевченка.
Батько українського письменника Анатолія Дністрового. Остання дружина — науковиця, публіцистка та громадська діячка Марія Астаф'єва.

## Творчість
Поетичним творам Астаф'єва притаманні емоційна насиченість, самобутність художніх засобів, різноманітність форм. Як поет еволюціонував від неоромантизму та імажинізму до синтезів експресіонізму та сюрреалізму.
Перекладав поетичні твори з французької, польської, чеської, болгарської, російської, білоруської мов.

## Твори
Поетичні збірки:
- «Листвяний дзвін»,
- «Заручини» (Київ, 1988),
- «Слова, народжені снігами» (Ніжин, 1995),
- «Зблизька і на відстані» (Київ, 1996).

Літературознавчі розвідки, монографії:
- «Нарис життя і творчості Ігоря Качуровського» (Ніжин, 1994),
- «Петро Одарченко. Штрихи до літературного портрета»,
- «Поети „Нью-Йоркської групи“» (Ніжин, 1995),
- Передмова до збірки «Ідуть дощі» Тетяни Череп (1995).
- «Стилізація» (Ніжин, 1998),
- «Лірика української діаспори: еволюція художніх систем» (Київ, 1998),
- «Образ і знак. Українська емігрантська поезія у структурно-семіотичній перспективі» (Київ, 2000),
- «Художні системи українського зарубіжжя» (Київ, 2000).

Книга памфлетів:
- «Ніжинські гримаси» (Чернігів, 1994) — у співавторстві.

Автор статей на літературні теми в періодичній українській і зарубіжній пресі.